# Frantz Reichel
Pour les articles homonymes, voir Reichel.
François Étienne Reichel dit Frantz Reichel, né le 16 mars 1871 à Paris où il est mort le 24 mars 1932, est un sportif français polyvalent, athlète, joueur de rugby à XV au Racing Club de France puis au Sporting club universitaire de France (SCUF), champion de boxe, excellent escrimeur et gymnaste, pionnier de l’automobile et de l’aviation (comme passager). 
Président du Sporting club universitaire de France (SCUF)  succédant à Charles Brennus, secrétaire général de l'Union des sociétés françaises de sports athlétiques (USFSA), du Comité national des sports (CNS) et, à ce titre, du Comité d'organisation des Jeux olympiques (COJO) des Jeux de Paris et de Chamonix en 1924 dont il rédige les rapports officiels. 
Président de la Fédération française de hockey et de la fédération internationale, c'est également un des plus importants dirigeants sportifs du XXe siècle et un pionnier du journalisme sportif, fondateur de l'Association internationale de la presse sportive (AIPS) qu'il préside de 1924 jusqu'à son décès en 1932.

## Biographie
Fils de Louis-Philippe Reichel (1841-1915), natif de Karlsruhe, qui fut expert-comptable et écrivain (parfois sous le nom de « Louis Leriche »), Frantz Reichel fait ses études secondaires au lycée Lakanal de Sceaux de 1886 à 1890 et y fonde en 1889, avec son camarade Louis Lucien Faure-Dujarric la première association sportive de lycée dont il prend la présidence,. Il poursuit ses études supérieures en droit pour devenir avocat et il s'engage dans la vie professionnelle comme journaliste au Matin qu'il quitte rapidement pour Le Figaro où il fait l'essentiel de sa carrière, ainsi qu'à la rédaction du Vélo.
Bien que il fût dégagé de toute obligation militaire en 1914, il s'engagea volontairement dès le début des hostilités. Cet acte témoigne de son patriotisme et de son profond sens du devoir envers son pays, malgré l'absence d'obligation légale de servir. Il est promu lieutenant d'infanterie et obtient la croix de guerre 1914-1918 et la Légion d'honneur à titre militaire. Il est fait Officier de la Légion d'honneur en 1925. Frantz Reichel meurt brutalement le 24 mars 1932 dans les locaux du Figaro.
Son frère Henri pratiqua lui-aussi quelques compétitions cyclistes au début des années 1890.

### Athlète et joueur de rugby à XV: le Racing Club de France

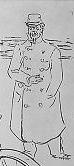
F. Reichel croqué par Henri de Toulouse-Lautrec en 1896 (lithographie, 200 ex.).

Dès 1889, F. Reichel remporte le concours du Congrès pour la propagation des exercices physiques dans l'éducation fondé par Pierre de Coubertin dont le programme, très éclectique, comporte des épreuves de course à pied, d'équitation, de gymnastique, d'escrime, de boxe, de natation, d'aviron, etc. Les deux années suivantes sous les couleurs du Racing, il est champion de France de cross-country, cumulant avec le titre sur 110 mètres haies en 1891. En 1892, il est capitaine de l'équipe du Racing championne de France de rugby et le 19 février 1893, capitaine des deux premières rencontres du rugby à XV français en terre britannique disputées en 48 heures avec Henri Amand et Louis Dedet à Édimbourg et à Richmond. Le 6 novembre 1892, il établit le premier record de l'heure officiellement reconnu par l'USFSA, en 16 kilomètres 611 parcourus (après une première performance officieuse de 16 kilomètres 500). En 1896, envoyé spécial du journal Le Vélo aux premiers Jeux olympiques modernes d'Athènes, il est finalement retenu in extremis pour disputer les éliminatoires du 400 mètres et du 110 mètres haies dont il a été champion de France en 1891. Alors qu'il est qualifié pour la finale du 110 mètres haies, il y renonce pour suivre, à la même heure sur le marathon, Albin Lermusiaux alors recordman du monde sur 1 500 mètres en 4 min 10 s 2/5, champion de France de cross-country en 1895 et déjà médaillé de bronze sur 1 500 mètres à ces Jeux. En 1900, à nouveau champion de France avec le Racing, il participe encore aux Jeux olympiques comme capitaine de l'équipe de rugby à XV qui remporte le tournoi et le titre.

### Dirigeant sportif: le SCUF, la France et l'international

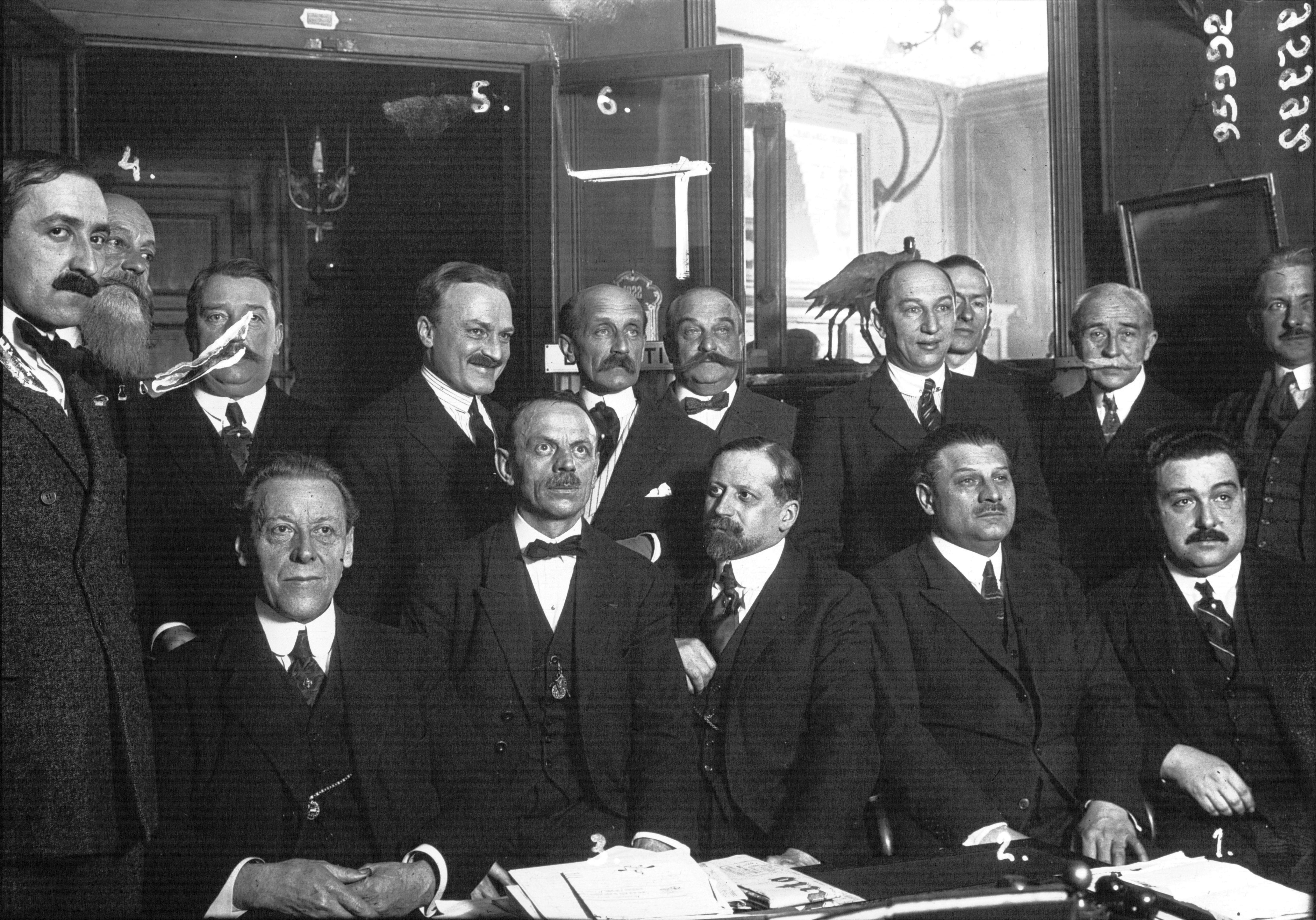
Le COF en 1922. Frantz Reichel est le deuxième au premier rang en partant de la gauche.

Boxeur émérite, Frantz Reichel crée dès le 15 février 1903 cofonde la Fédération française de boxe avec Albert Bourdariat, Van Rosose et Paul Rousseau qui en prend la présidence. Par ailleurs, en tant que secrétaire général de l'Union des sociétés françaises de sports athlétiques (USFSA), il succède à Charles Brennus à la présidence de la section rugby à XV du Sporting club universitaire de France (SCUF). Il élargit ensuite ses responsabilités à l'ensemble du club, qu’il dirige jusqu’à l’Armistice de 1918. Dès 1908, il introduit le rugby à XV dans les collèges parisiens en créant un championnat d’académie pour la catégorie des minimes, contribuant ainsi à populariser ce sport auprès des jeunes. Le 23 mai de la même année, il est également à l’origine de la création du Comité national des sports (CNS), qu’il conçoit comme un véritable « syndicat des fédérations sportives ». Ce comité, placé sous la présidence de Duvigneau de Lanneau, a pour but de coordonner et structurer les activités sportives à l’échelle nationale, tandis que Reichel en assure le secrétariat général. Ces initiatives illustrent son engagement profond en faveur de l'organisation et de la promotion du sport en France. En 1913, le Comité olympique français a été officiellement rattaché au CNS consolidant ainsi leurs structures avec un siège social et un conseil d'administration communs. Reichel en reste secrétaire général sous la présidence de Justinien Clary. Cette réorganisation visait à renforcer la coordination et l'efficacité de la représentation française dans le mouvement olympique. En 1918 il recrute Georges Carpentier dans l'équipe de rugby du SCUF. Plus tard, il a également officié comme arbitre lors d’un combat de boxe opposant Carpentier à Jean Jannette. Cet épisode illustre bien la polyvalence de Reichel, à la fois dirigeant sportif, journaliste, et arbitre, ainsi que l’admiration qu’il portait à Carpentier, grand champion de l’époque.
En 1919, il renonce à la présidence du SCUF pour celle du comité qui amène la création de la Fédération française de rugby à XV (FFR). Lors sa session du 2 juin 1921 à Lausanne, le Comité international olympique (CIO) confie à Paris les Jeux olympiques d'été de 1924 et décide de créer par des Jeux olympiques d'hiver à compter de cette même année. La ville de Chamonix est alors désignée. Secrétaire général du CNS et du COF Reichel est choisi comme secrétaire général du comité exécutif d’organisation des deux événements dont il assure le compte-rendu. Secrétaire général de l'USFSA avant la Première Guerre mondiale, il reste aussi l'une des grandes voix de la défense de l'amateurisme et est à ce titre à l'origine de plusieurs fédérations unisports amateurs afin de contrer les dérives professionnelles. Membre des comités directeurs de la Fédération française de football et d’athlétisme, il crée en 1924 la Fédération française de baseball qu'il préside de 1924 à 1931 et celle de hockey sur gazon qu'il préside de 1926 à 1932. Il accède en 1925 à la présidence de la fédération internationale de cette dernière discipline (FIH) créée un an plus tôt. Dans les deux cas il y succède à Paul Léautey et assume ces deux charges jusqu'à son décès. Pour honorer son esprit de loyauté et sa franchise, la FFR donne son nom au championnat de France junior de rugby (Coupe Frantz-Reichel) en 1931.

### Journaliste et auteur sportif

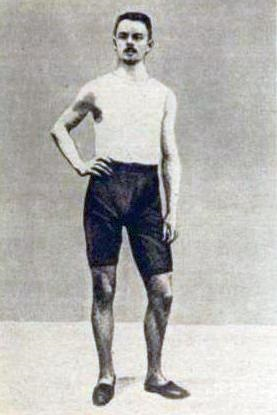
Frantz Reichel, premier recordman français de l'heure en 1892.

Sportif extrêmement polyvalent, il est également journaliste au Figaro à la rubrique sportive dont il est à l'origine ; mais aussi à L'Auto-Vélo (1897-1898) qu'il dirige avec Pierre Lafitte et au Sport universel illustré (notamment pour les rubrique rugby et automobile). Passionné d'aviation et de sports mécaniques, il est le premier journaliste européen à voler en avion (comme reporter du Figaro) et devient recordman du monde de durée de vol avec passager, avec l'américain Wilbur Wright comme pilote lors d'un vol réalisé au camp d'Auvours, près du Mans (Sarthe), le 3 octobre 1908. Il fonde également l'Association internationale de la presse sportive (AIPS) qu'il préside de 1924 jusqu'à son décès. À côté de ses activités de journaliste, Frantz Reichel publie un ouvrage important :
- Frantz Reichel et L. Mazzucchelli, Les Sports athlétiques, Paris, revue EPS, 1993, 165 p. (ISBN 2867130956, BNF 35597260) (1re édition Colin 1895)

et contribue à l’ouvrage fondamental du début du XXe siècle :
- Jean Joseph-Renaud, Léon Lécuyer, Kirschhofer, Géo Lefèvre, Henri Philippe, Édouard Pontié, Frantz Reichel, Jean Richard, Auguste Robin, Albert Surier, Maurice Castries (comte de.), Alphonse Violet, Gustave Voulquin Les Sports modernes illustrés Larousse, Paris, 1906 - 340 pages.

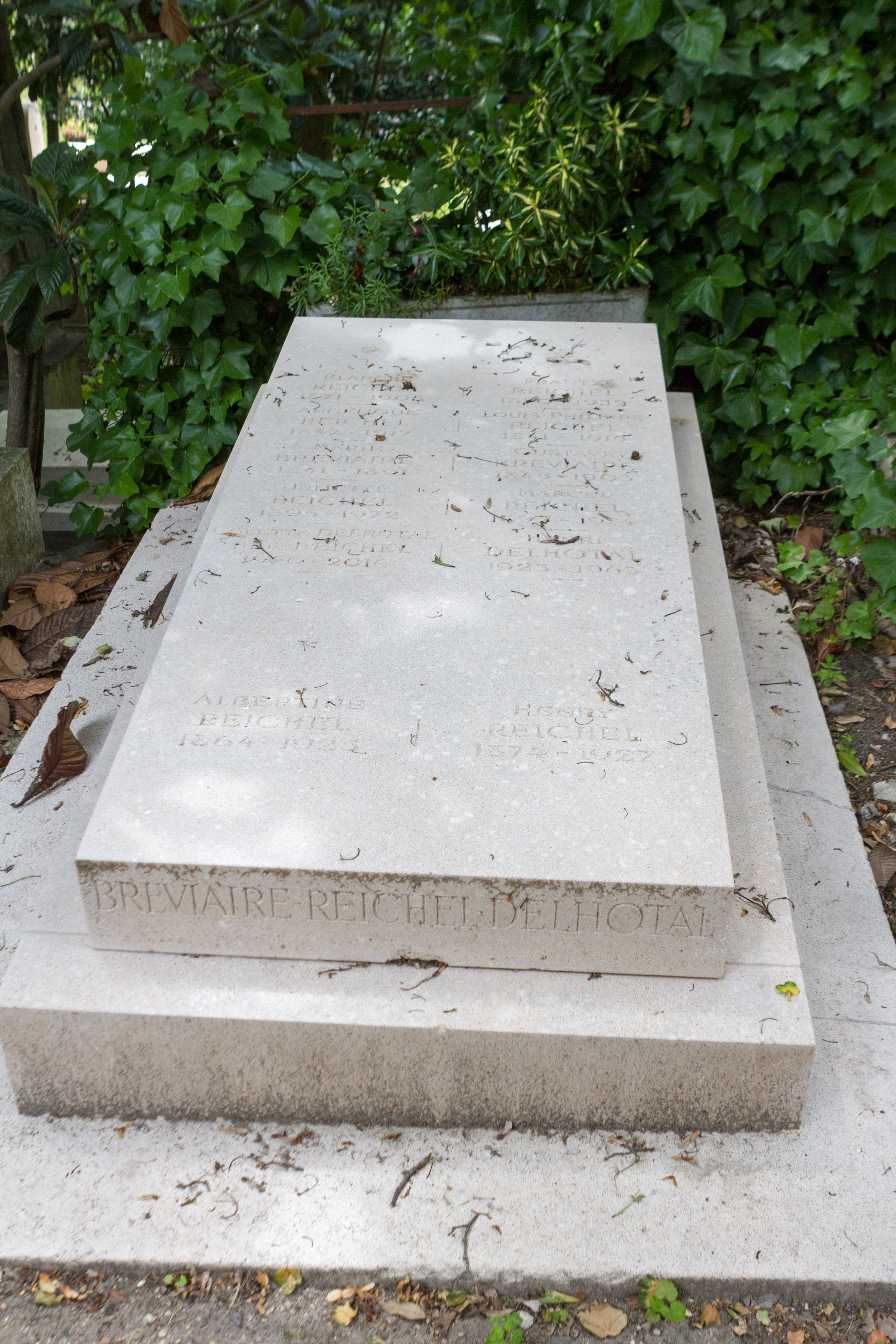
Tombe au cimetière du Père-Lachaise.

Il est également auteur de nombreuses brochures relatives aux sports mécaniques :
- Frantz Reichel, L'Automobile est-elle une richesse ?, interview publiée par le journal Le Figaro, impr. de Renouf et Ballé, 8 pages
- Frantz-Reichel, La Conquête de l'air G. de Malherbe, Paris, 1909, 29 pages, traduction anglaise
- Société des automobiles Berliet, Frantz Reichel, Automobiles Berliet, Berliet, Paris, 1913, 31 pages.

Et préfacier d’ouvrages plus importants :
- Gabriel Hanot, Frantz-Reichel, Pour devenir un bon joueur de football association. Règles officielles fixées par l'International-Board. Berger-Levrault, Paris, 1921, 113 p.
- Pierre Minelle, Frantz-Reichel, L'Organisation de l'éducation physique et des sports au Japon, 1928, 64 p.

C'est dans les locaux du Figaro qu'il meurt le 24 mars 1932 d'une rupture d'anévrisme. Il est enterré au cimetière du Père-Lachaise (10e division).

## Palmarès

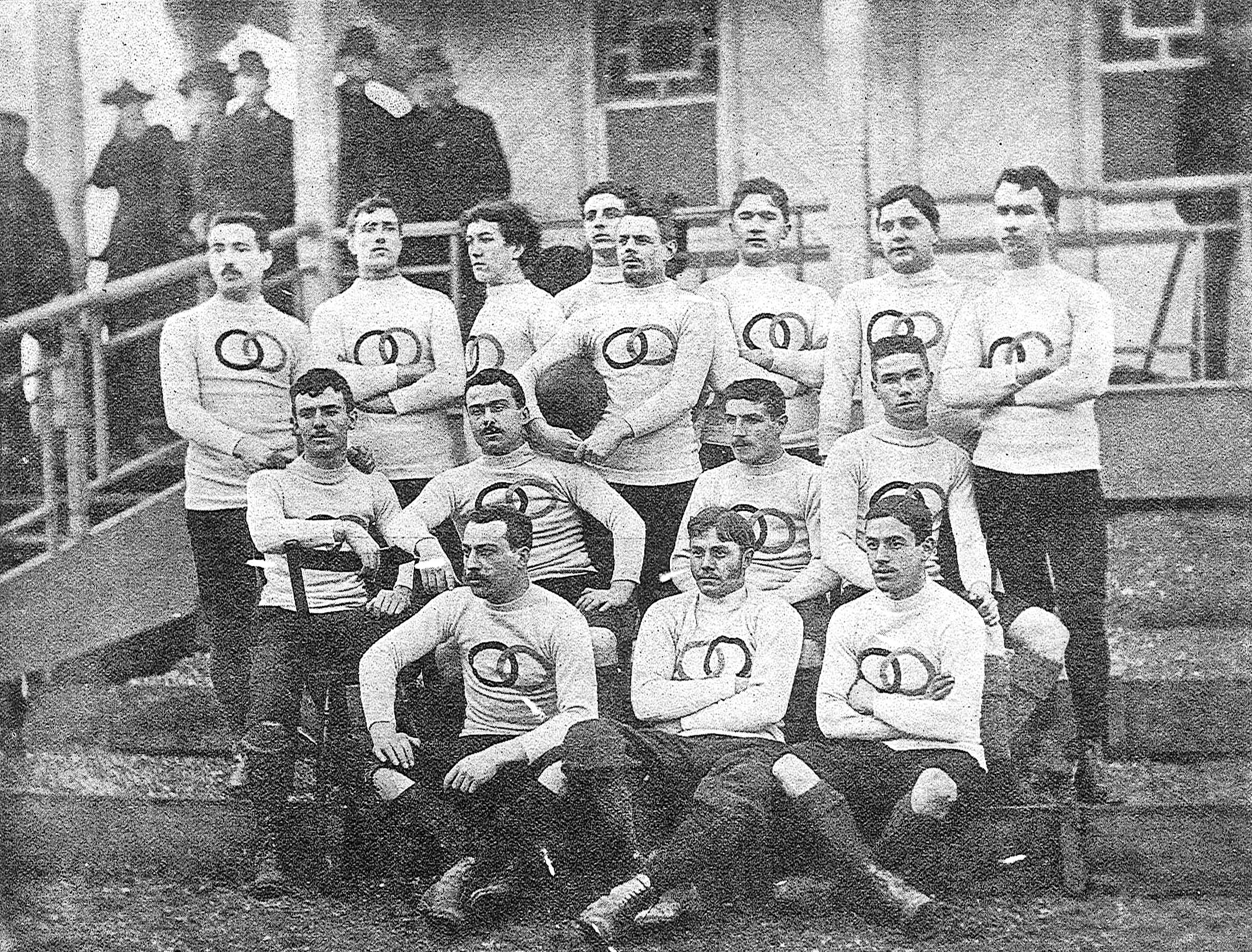
L'équipe de l'USFSA, lors de la mini-tournée en Angleterre en février 1893 (Frantz Reichel tient le ballon).

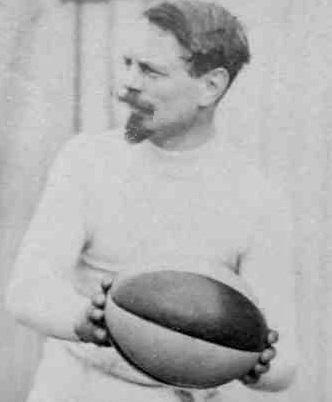
Frantz Reichel en 1904.

### Athlétisme
- Champion de France de cross-country en 1890 et 1891 ;
- Champion de France du 110 mètres haies en 1891 ;
- Champion de France du kilomètre marche en 1893 (Paris - Champ de Mars) ;
- Recordman de France de l’heure avec 16 500 mètres le 20 juin 1892 à Paris sur le stade de la Croix-Catelan, puis 16 611 mètres le 6 novembre 1892 au même endroit ;
- Recordman de France de la demi-heure (1892) ;
  -  2e du 400 mètres 1893 (La Croix Catelan) ;
  -  2e du 400 mètres haies 1894 (La Croix Catelan) ;
  -  3e du 4 000 mètres steeple 1890 (hippodrome d'Enghien);
  - 4e du 10 kilomètres marche 1893 (Paris - Champ de Mars) ;
- Doyen des internationaux français d'athlétisme.

### Rugby à XV
- Champion olympique en 1900 comme capitaine de l'équipe française de rugby à XV de l'USFSA ;
- Champion de France de rugby en 1892 — 1er championnat — avec le Racing club de France (RCF) dont il est le capitaine ;
- Champion de France de rugby en 1900, toujours avec le RCF ;
  -   vice-champion de France en 1893 et 1898 ;
  -  3e du championnat de France en 1897;
- Vice-doyen des internationaux de rugby (carte no 2).

### Boxe anglaise
- Champion de France poids lourds en 1904.

## Distinctions

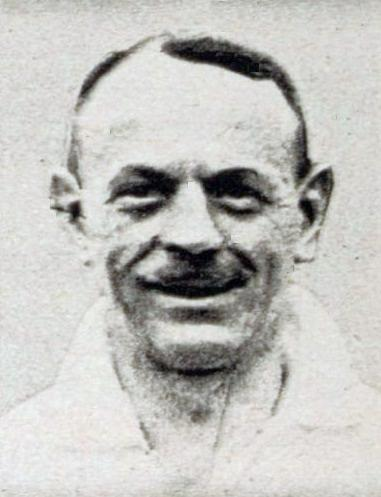
Frantz Reichel en 1922.

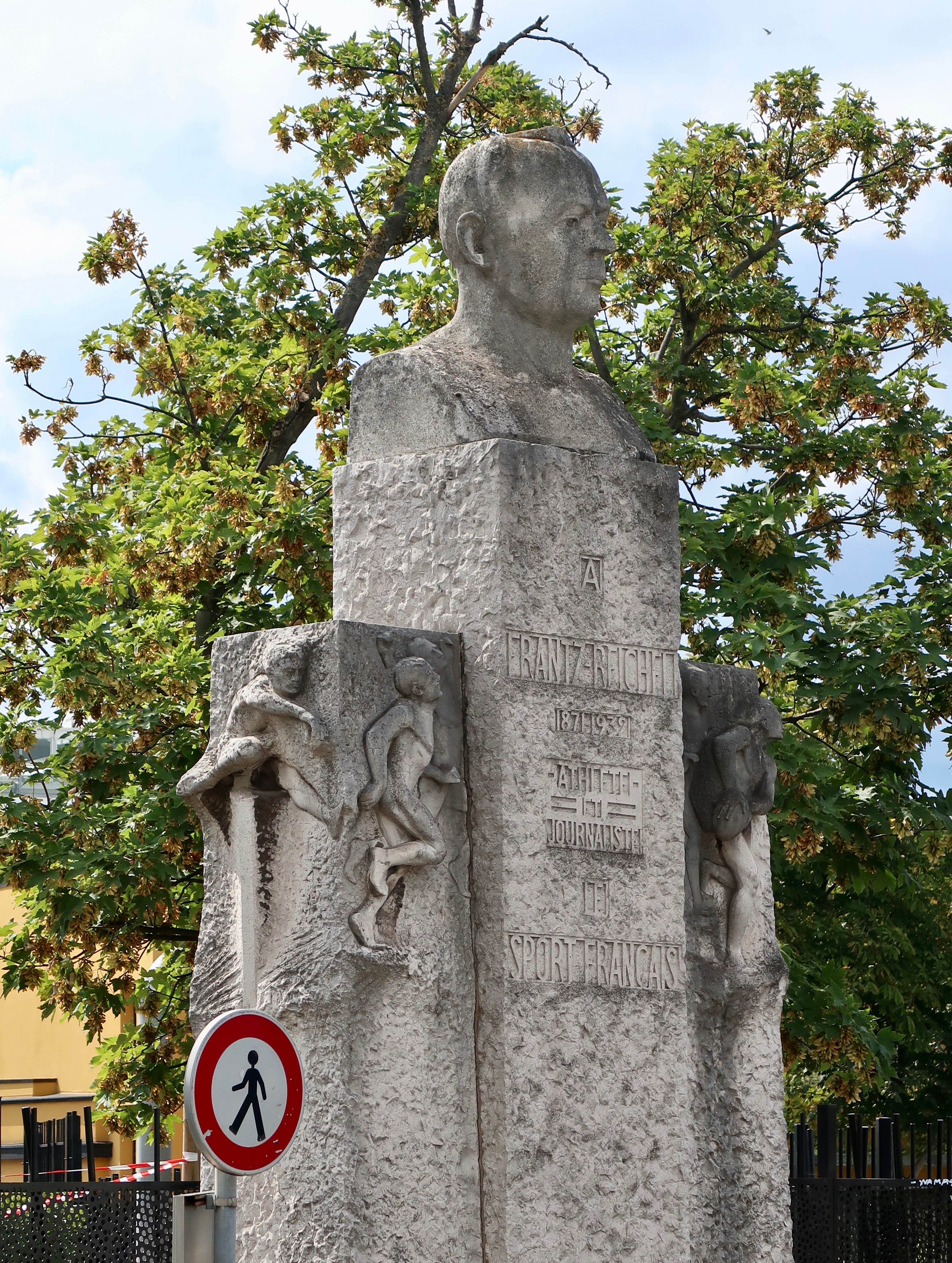
Monument à Frantz Reichel (Paris).

- Le lieutenant Frantz Reichel est chevalier de la Légion d'honneur et Croix de guerre 1914-1918 à titre militaire. Il est promu au grade d'officier de la Légion d'honneur en 1925[15].

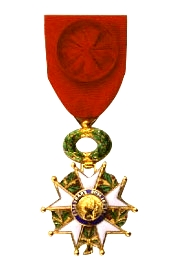
Médaille d'officier de l'Ordre national de la Légion d'honneur.
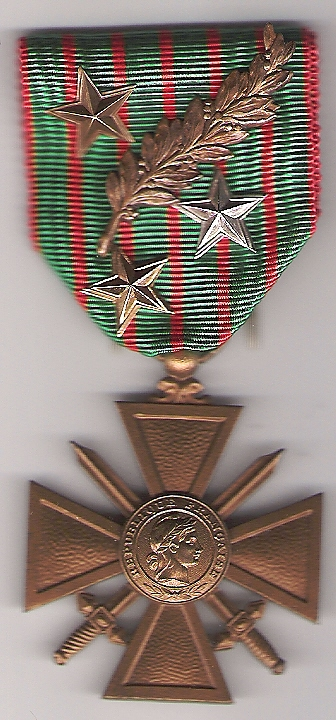
Médaille de la croix de guerre 1914-1918.

- La Coupe de France juniors de rugby porte son nom et un monument en son honneur s'élève à Paris à l'angle du stade Jean-Bouin.
- Frantz Reichel est promu Gloire du sport lors de la seconde promotion (1994) au titre de l'athlétisme, du rugby à XV et à celui de dirigeant.
- Un monument a été érigé en 1934 à l’angle de l’avenue du Général-Sarrail et de l’avenue de la Porte-Molitor, dans le (16e arrondissement de Paris). Cette œuvre, réalisée par l’architecte Tony Garnier et le sculpteur Alexandre Maspoli, rend hommage à cet athlète et journaliste sportif français, figure importante du sport au début du XXe siècle[16].